# Чувства (фильм, 1968)
«Чувства» (лит. Jausmai) — советский фильм 1968 года, снятый на Литовской киностудии режиссёрами Альмантасом Грикявичюсом и Альгирдасом Даусой по мотивам романа «Чёртов кряж» Эгонаса Ливса.

## Сюжет
1944 год. Вторая мировая война заканчивается. Рыбак Каспарас возвращается в свою деревню, уже освобождённую Красной Армией. Он в оккупацию не был в подполье, не сражался с фашистами, но и не сотрудничал с ними. У Каспараса умерла жена, и теперь он с двумя детьим бежит и от горя, и от воспоминаний, и главное — от войны. Он останавливается в доме своего брата Андриуса, жена которого влюблена в Каспараса. Каспарас узнаёт, что брат сотрудничал с нацистами, а в доме прячутся враги Советской власти. Каспарас не вмешивается. Однако когда руководитель этой группы литовских националистов предлагает Каспарасу помочь группе эмигрировать через залив на занятую немцами территорию Швеции, рыбак отказывается. Его принуждают, бьют, но он отказывается уезжать и остаётся.

## В ролях
- Регимантас Адомайтис — Каспарас
- Юозас Будрайтис — Андрюс
- Регина Палюкайтите — Агне, жена Андрюса
- Бронюс Бабкаускас — Вайткявичюс, милиционер
- Эугения Байорите — Морта, жена Каспараса / Яне
- Альгимантас Масюлис — Фердинанд, немецкий солдат
- Лаймонас Норейка — филолог, «Лесные братья»
- Витаутас Паукште — учитель, «Лесные братья»
- Казимирас Валайтис — Витаутас, муж Яне, «Лесные братья»
- Гедиминас Гирдвайнис — Вальдас, брат Яне
- Аурелия Микушаускайте — Гертруда
- Юозас Ярушявичюс — Монкус
- Хенрикас Андрюконис — сельский житель
- Гедиминас Карка — начальник милиции
- Римгаудас Карвялис — милиционер
- Альгирдас Курайтис — милиционер
- Повилас Станкус — советский сержант
- Балис Бараускас — русский солдат

## Рецензии
- Между миром и войной (О худож. фильме «Чувства» Литовской киностудии. Заметка) // Советский экран, № 12, 1969. — стр. 3
- Аукштикальнис Э. — Воспитание чувств (Худож. фильм «Чувства») // Советская Литва, 22 декабря 1968
- Валюлис С. — Под знаком чувств (О худож. фильме «Чувства») // Комсомольская правда (Вильнюс), 10 декабря 1968